# Joezjno-Sachalinsk
Joezjno-Sachalinsk (Russisch: Южно-Сахалинск; "Zuid-Sachalin") is een stad op het Russische eiland Sachalin/Karafuto en het bestuurlijk centrum van de oblast Sachalin. In Japan is de stad bekend als Toyohara (豊原). De stad ligt aan de rivier Soesoeja, ook bekend als de Zwarte Rivier. Het inwoneraantal bedroeg 175.085 bij de volkstelling van 2002.
Joezjno-Sachalinsk/Tojohara werd oorspronkelijk in 1882 gesticht als een dorp genaamd Vladimirovka. Later namen Japanners de plaats in, die de naam veranderden naar Toyohara en die het maakten tot de hoofdplaats van de prefectuur Karafuto na het Verdrag van Portsmouth in 1905 (einde Russisch-Japanse Oorlog). Na de Tweede Wereldoorlog kwam de stad opnieuw in Russische handen die het opnieuw omdoopten tot Joezjno-Sachalinsk.
Tijdens de Japanse periode lag de stad in het district Otomari van de subprefectuur Toyohara (豐原支廳), prefectuur Karafuto.
Momenteel investeren ExxonMobil en Shell zwaar in het gebied, en dan voornamelijk in het noordelijk deel van het eiland (Sachalin-1 en Sachalin-2). De vraag naar natuurlijke bronnen door Japan, China en Zuid-Korea geeft het volledige eiland de kans op verdere ontwikkeling. Toch is er opmerkelijk veel kritiek, ook van Kamil Isjakov, omdat Sachalin niet genoeg voor zijn burgers zorgt.
Het Toyaharagebouw is een van de weinige overblijvende Japanse gebouwen in Joezjno-Sachalinsk en is eveneens een van de meest indrukwekkende. Het doet tegenwoordig dienst als museum.

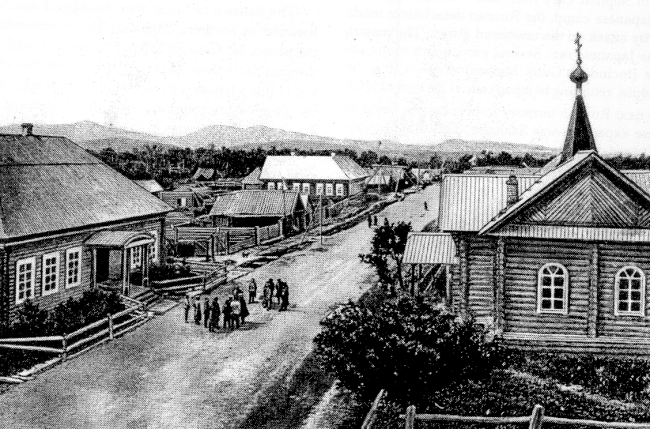
Tekening van Russisch-orthodoxe kerk rond 1880
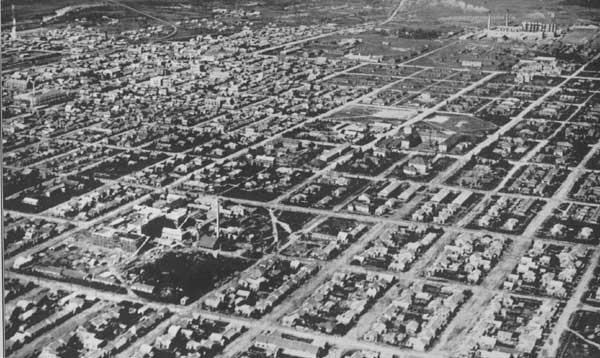
Toyahara in de jaren 30
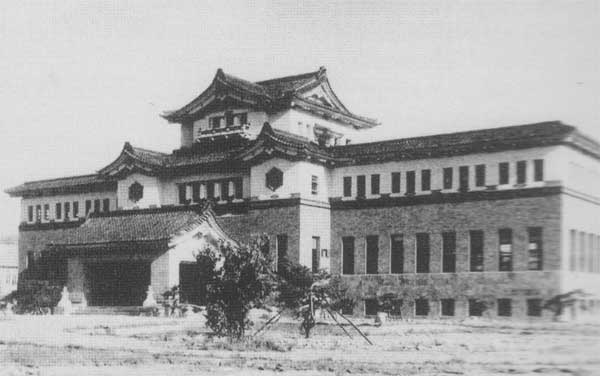
Het Toyaharagebouw in de jaren 30

## Geboren
- Joelia Lesjneva (1989), mezzosopraan
- Aleksandr Smoljar (2001), autocoureur
- Sofia Nadyrsjina (2003), snowboardster

## Klimaat
Joezjno-Sachalinsk valt net als de rest van het eiland Sachalin in de zone van de gematigde moessons. De gemiddelde jaarlijkse temperatuur bedraagt +2,6°C. De koudste maand is januari met een gemiddelde dagtemperatuur van −12,8°C en de warmste is augustus met een gemiddelde van +17,1°C. De gemiddelde luchttemperatuur bedraagt +6,7°C in de zomer en −24°C in de winter. Gemiddeld 154 dagen per jaar ligt de temperatuur beneden het vriespunt en de verwarmingsperiode telt 230 dagen. De gemiddelde temperatuur van de koudste vijfdaagse week bedraagt −24°C. Het absolute minimum (−35,5°C) werd geregistreerd in januari 1961 en het absolute maximum (+34,4°C) in juli (volgens een andere bron augustus) 1955.
| Maand                        | jan   | feb   | mrt   | apr   | mei  | jun  | jul  | aug  | sep  | okt  | nov   | dec   | Jaar  |
| ---------------------------- | ----- | ----- | ----- | ----- | ---- | ---- | ---- | ---- | ---- | ---- | ----- | ----- | ----- |
| Hoogste maximum (°C)         | 3,4   | 6,2   | 12,5  | 22,9  | 28,0 | 30,2 | 32,2 | 34,7 | 30,0 | 22,8 | 18,1  | 7,8   | 34,7  |
| Gemiddeld maximum (°C)       | −8,7  | −7,1  | −0,3  | 6,8   | 13,0 | 17,4 | 21,0 | 22,1 | 18,6 | 11,8 | 3,0   | −3,4  | 7,9   |
| Gemiddelde temperatuur (°C)  | −12,8 | −11,9 | −5,8  | 1,7   | 6,9  | 11,5 | 15,8 | 17,1 | 13,2 | 6,1  | −1,9  | −8,7  | 2,6   |
| Gemiddeld minimum (°C)       | −19,1 | −19,0 | −12,2 | −2,0  | 2,4  | 6,8  | 11,7 | 12,9 | 7,8  | 1,6  | −6,6  | −14,0 | −2,5  |
| Laagste minimum (°C)         | −35,0 | −35,0 | −30,0 | −17,8 | −6,5 | −2,2 | 1,5  | 1,0  | −4,2 | −9,0 | −22,6 | −29,0 | −35,0 |
|                              |       |       |       |       |      |      |      |      |      |      |       |       |       |
| Neerslag (mm)                | 48    | 44    | 42    | 58    | 70   | 54   | 87   | 105  | 107  | 98   | 81    | 63    | 837   |
| Bron: (ru) Weer en klimaat 2 |       |       |       |       |      |      |      |      |      |      |       |       |       |

Bestuurlijk centrum: Joezjno-Sachalinsk

Aleksandrovsk-Sachalinski · Aniva · Cholmsk · Dolinsk · Koerilsk · Korsakov · Makarov · Nevelsk · Ocha · Oeglegorsk · Poronajsk · Severo-Koerilsk · Sjachtjorsk · Tomari